# Umiliati e offesi
Umiliati e offesi (in russo: Униженные и оскорблённые, Unižennye i oskorblënnye) è un romanzo di Fëdor Dostoevskij, che descrive la decadenza della nobiltà russa di fine Ottocento utilizzando la struttura del romanzo d'appendice. Caratterizzato da un aspro realismo, il libro rappresenta un'efficace descrizione delle umane miserie. Il protagonista, Ivan Petrovič, in cui sono stati ravvisati tratti autobiografici dell'autore, passa da una posizione ricca e invidiata ad uno stato di miseria.
Il romanzo venne pubblicato nel 1861 nella rivista Vremya ("Il Tempo"), fondata poco tempo prima dallo stesso scrittore insieme al fratello Michail, e venne accolto molto freddamente dalla critica del tempo. Ha affermato lo storico D. S. Mirskij:
.

## Trama
Una sera Vanja, un giovane scrittore, incuriosito dalle apparenze eccentriche di un vecchio uomo (Smith) decide di seguirlo. Smith si reca in un bar con il suo vecchio cane, Azorka. Dopo l'improvvisa morte del cane, Vanja segue l'uomo fuori dal bar, e da lì a poco raccoglierà le sue ultime parole.
Scosso e incuriosito dalla vicenda, il giovane scrittore visita la casa del vecchio e decide di prenderla in affitto, dal momento che era in cerca di un alloggio economico.
Nella nuova dimora, Vanja incontra una bambina di tredici anni, Nelly, nipote di Smith, sopravvissuta ad un tragico passato. Vanja prende Nelly con sé e decide di proteggerla. Questa prima trama del romanzo si intreccia gradualmente con una seconda vicenda. Vanja, cresciuto come figlio adottivo degli Ichmenev, una famiglia di piccoli proprietari terrieri, è innamorato della loro figlia, Nataša.
Anni prima gli Ichmenev avevano conosciuto il principe Valkovski, un uomo doppio, opportunista e malvagio. Il padre di Nataša, Nikolaj Sergeic aveva assunto l'incarico di amministrare le proprietà del principe. Il rapporto di fiducia tra Valkovski e Nikolaj si rompe quando si spargono voci calunniose sulla sua condotta nell'amministrare le proprietà. L'offesa subita da Nikolaj, culminata in un devastante processo, è imperdonabile per un uomo di grande rigore morale quale Nikolaj Sergeic. I rapporti tra Valkovski e Nikolaj terminano aspramente, ma al tempo stesso nasce una storia d'amore tra il figlio del principe, Alëša, e Nataša, che confida a Vanja l'amore segreto.
Vanja è disposto a ritirarsi pur di vedere felice Nataša, ma il principe Valkovski ha mire economiche più ambiziose e vuole il figlio sposato alla ricca e nobile Katia. Comincia così una serie di vicissitudini in cui l'estrema crudeltà del principe e il senso di umiliazione di Nikolaj fanno da chiaroscuro ai vari intrecci affettivi e amorosi. Le due vicende del romanzo, la storia di Nelly e quella della famiglia Ichmenev si intrecciano quando si scopre che Nelly è figlia di Valkovski, che in passato aveva sedotto e abbandonato la madre della bambina. La tragica storia di Nelly aiuta Nikolaj Sergeic a riconciliarsi con la figlia, con la quale aveva interrotto i rapporti dopo essere venuto a conoscenza della sua storia con Alëša.
Il romanzo si conclude con la morte di Nelly al cui capezzale si ritrovano Vanja, Nataša e i suoi genitori.

## Personaggi
L'elenco di figure che segue permette di orientarsi tra i personaggi e i legami che li uniscono.
- Ivan Petrovič, (Иван Петрович) a volte chiamato anche Vanja, è il narratore e il personaggio principale del romanzo.
- Natalia Nikolajevna, (Наталья Николаевна) chiamata anche Natasha, figlia unica degli Ikmeniev, amante di Aleksej Petrovič.
- Aleksej Petrovič, (Алексей Петрович) o Aliosha, figlio del principe Piotr Alexandrovic Valkovski.
- Pëtr Alexandrovič Valkovski, (Петр Александрович Валковский) grande proprietario terriero, padre di Alexej e amante della contessa Zenaida Fiodorovna.
- Nikolaj Sergeič Ikhmeniev, (Николай Сергеич Ихменев) marito di Anna Andrejevna, padre di Nathalia, già intendente di Piotr Alexandrovic.
- Anna Andrejevna, (Анна Андреевна) moglie di Nikolaj Sergeic Ikhmeniev, madre di Nathalia.
- Elena, (Елена) o Nelly, nipote di Smith, accolta da Ivan Petrovic.
- Katerina Fëdorovna, (Катерина Фëдоровна) Katia, ricca ereditiera, scelta da Piotr Alexandovic come fidanzata per suo figlio Alexej.
- Philipp Philippyč Maslobojev, (Филипп Филиппыч Маслобоев) ex compagno di collegio di Ivan Petrovic. Vive di espedienti.
- Alexandra Seměnovna, (Александра Семеновна) compagna di Philipp Philippyc Maslobojev.
- Smith, (Смит) ex-industriale, di origine inglese, caduto in miseria.

## Commento

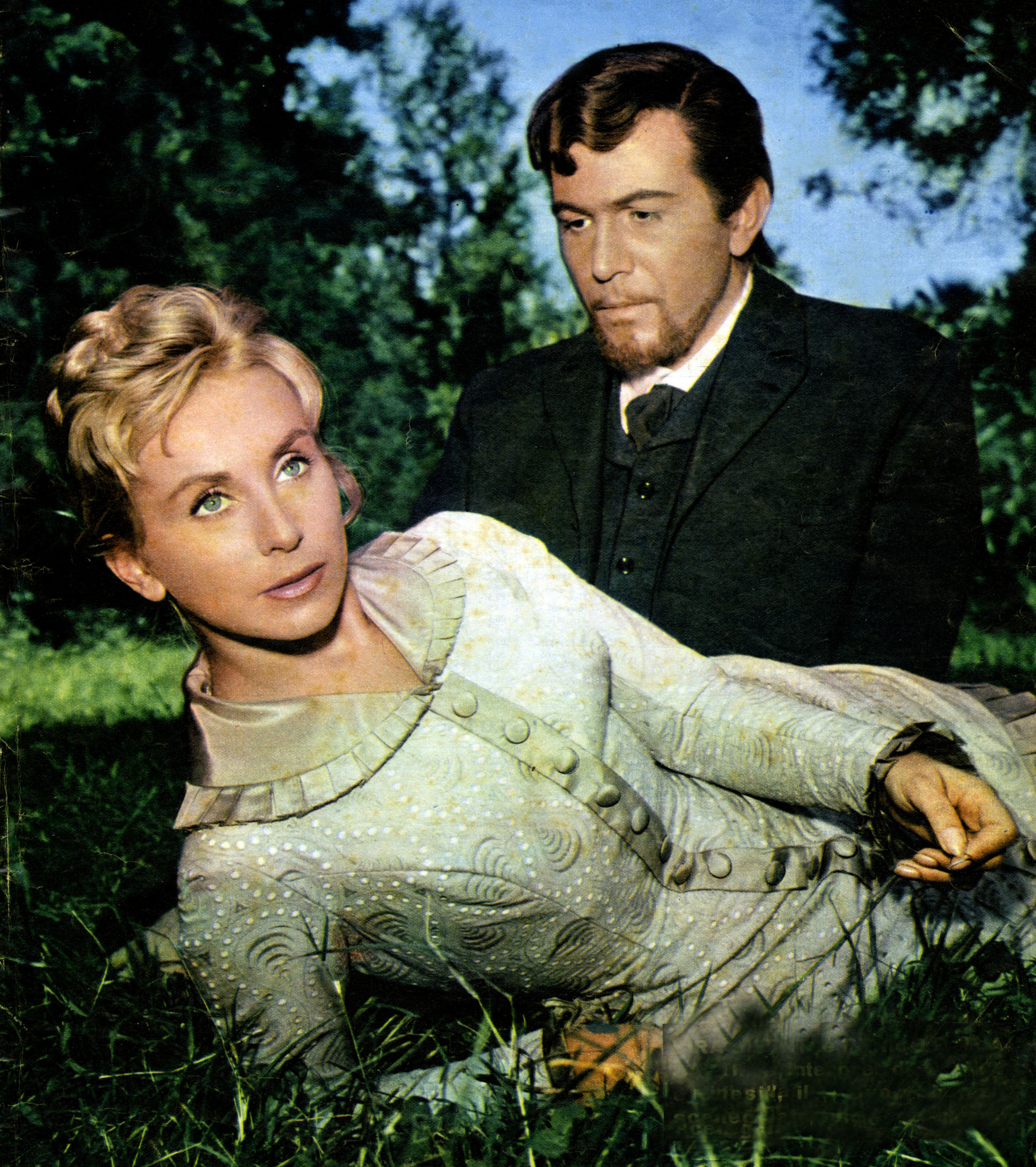
Vira Silenti ed Enrico Maria Salerno
en una immagine dello sceneggiato de la Rai
(Radiocorriere, 1958)

Nonostante non si tratti di una delle opere di maggior successo di Dostoevskij, si può ritrovare nell'opera una profonda caratterizzazione dei personaggi, e si apprezza la grande abilità dello scrittore nel delinearne il profilo e scavarne la psicologia.
Nessun personaggio è descritto distrattamente, e di ognuno si possono conoscere le sensazioni più intime e comprendere il modo di agire.
Tema principale dell'opera è la descrizione delle storie di questi personaggi, perennemente soggiogati da qualcosa di più forte di loro e a cui non riescono a ribellarsi, umiliati e offesi dagli avvenimenti della vita e da persone in grado di ferirli nei sentimenti e nell'orgoglio.
Li descrive finemente Stefan Zweig: "Estranei nel mondo per amore del mondo, irreali per passione della realtà, i personaggi di Dostojevskij sembrano dapprima semplici. Non hanno una direzione precisa, non hanno una mèta visibile: come ciechi o come ubriachi barcollano per il mondo, questi uomini pur adulti... Sono sempre spauriti e intimiditi, si sentono sempre umiliati e offesi...".

## Opere derivate
- Nel 1958 la Rai trasmise una riduzione televisiva del romanzo in quattro puntate, con la regia di Vittorio Cottafavi e l'interpretazione di Enrico Maria Salerno, Annamaria Guarnieri (Nelly), Vira Silenti, Evi Maltagliati, Ivo Garrani[3][4].
- Nel 1991 è uscito il film Umiliati e offesi, diretto da Andrej Ėšpaj, con Nastassja Kinski, Nikita Sergeevič Michalkov e Anastasija Vjazemskaja (Nelly)[5][6].

## Edizioni
Edizioni originali
- Униженные и оскорблённые ["Unižennye i oskorblënnye", Umiliati e offesi ], pubblicato a puntate dal gennaio 1861 sulla rivista «Vremja» ("Tempo").

Traduzioni in italiano
- Umiliati e offesi. Romanzo, traduzione di O. Felyne, L. Neanova e C. Giardini, Milano: Edizioni Alpes, 1928; Milano: Mondadori, 1957; con una cronologia a cura di Arrigo Bongiorno e un estratto dal saggio Dostoevskij di Dmitrij Petrovic Sviatopolk-Mirskij, nota introduttiva all'opera e antologia critica a cura di Piero Santi, Collana Oscar Classici, Mondadori, 1991; trad. riveduta e curatela di Serena Prina, Collana Oscar, Mondadori, 2010.
- Umiliati e offesi. Romanzo, traduzione di Leo Gastovinsky, Milano: Casa Editrice Bietti, 1931-1953.
- Umiliati e offesi (2 voll.), trad. e Introduzione di Giuseppe Donnini, Firenze, Vallecchi, 1931.
- Umiliati e offesi. Romanzo, prima versione integrale e conforme al testo russo di Carol Straneo Caracciolo, Torino, Slavia, 1932. - Frassinelli, Torino, 1942.
- Umiliati e offesi, versione integrale e conforme al testo russo di Maria Rakovska e Luigi Galeazzo Tenconi, Sesto San Giovanni: Barion, 1939; Milano, Collana BUR, Rizzoli, 1955-2017.
- Umiliati e offesi. Memorie di una casa morta, traduzione di Eva Amendola Kühn, a cura di Eridano Bazzarelli, Milano, Mursia, 1958.
- Umiliati e offesi, traduzione di Carlo Ursin, Milano, Editrice Lucchi, 1959-1973.
- Umiliati e offesi, traduzione di Fabio Alberti, Milano, Rusconi e Paolazzi Editore, 1961.
- Umiliati e offesi, traduzione di Alessandra Bellezza Migliarini, Milano, Editore Boschi, 1962. Illustrazioni di Musati.
- Umiliati e offesi, traduzione di Clara Coïsson, introduzione di Ernesto Livraghi, Collana I Millenni, Torino, Einaudi, 1965. - Collana Gli struzzi, Einaudi, 1982; Collana ET, Einaudi, 1995-2022, ISBN 88-06-18455-5.
- Umiliati e offesi, traduzione di Olga Rossettini, Firenze, Sansoni, 1965.
- Umiliati e offesi, traduzione di Emanuela Guercetti, Introduzione e prefazione di Fausto Malcovati, Collana I Grandi Libri, Milano, Garzanti, 1996, 2021, ISBN 978-88-110-0175-1.
- Umiliati e offesi, traduzione di Serena Prina, Collana Universale economica. I classici, Milano, Feltrinelli, 2018, ISBN 978-88-079-0302-1.
- Umiliati e offesi, traduzione di J. Cassata, Collana Grande Biblioteca, Santarcangelo di Romagna, Rusconi, 2023, ISBN 978-88-180-3850-7.